# 海傍駅
海傍駅（かいぼう-えき）は、中華人民共和国広東省広州市番禺区に位置する広州地下鉄3号線及び4号線の駅である。

## 駅構造
- 相対式ホーム3面4線の駅で3号線ホームが地下駅、4号線ホームが高架駅となっている。
また、出口は6箇所存在している。

## 駅周辺
- 海傍村
- 広州アジア競技大会シティ[1]
- 広州医科大学附属第二医院（中国語版）

## 歴史
- 2006年12月30日：4号線の駅として開業[2]。
- 2024年11月1日：3号線の当駅への延伸開業により乗り換え駅となる[3]。

## 隣の駅
広州地下鉄
■3号線
海涌路駅 - 海傍駅
■4号線
石碁駅 - 海傍駅 - 低涌駅

## 参考
1. ↑  広州アジア競技大会シティ
2. ↑  “Introduction of Metro Line 3”. 2008年10月4日時点のオリジナルよりアーカイブ。2025年2月5日閲覧。
3. ↑  李佳文 (2024年10月30日). “广州地铁三号线东延段11月1日开通”. 新快报.  オリジナルの2024年11月5日時点におけるアーカイブ。 2024年11月5日閲覧。

座標: 北緯22度56分32秒 東経113度28分12秒 / 北緯22.94234度 東経113.46992度